# 蚊遣器

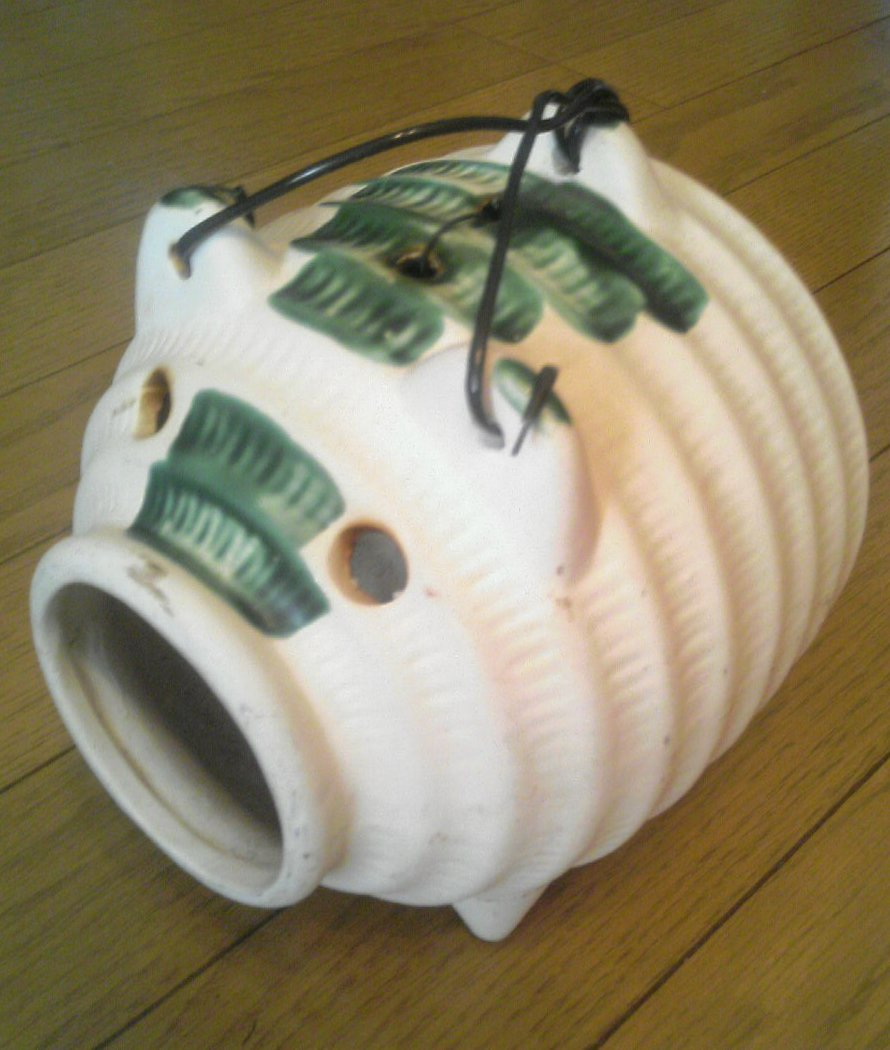
蚊遣豚

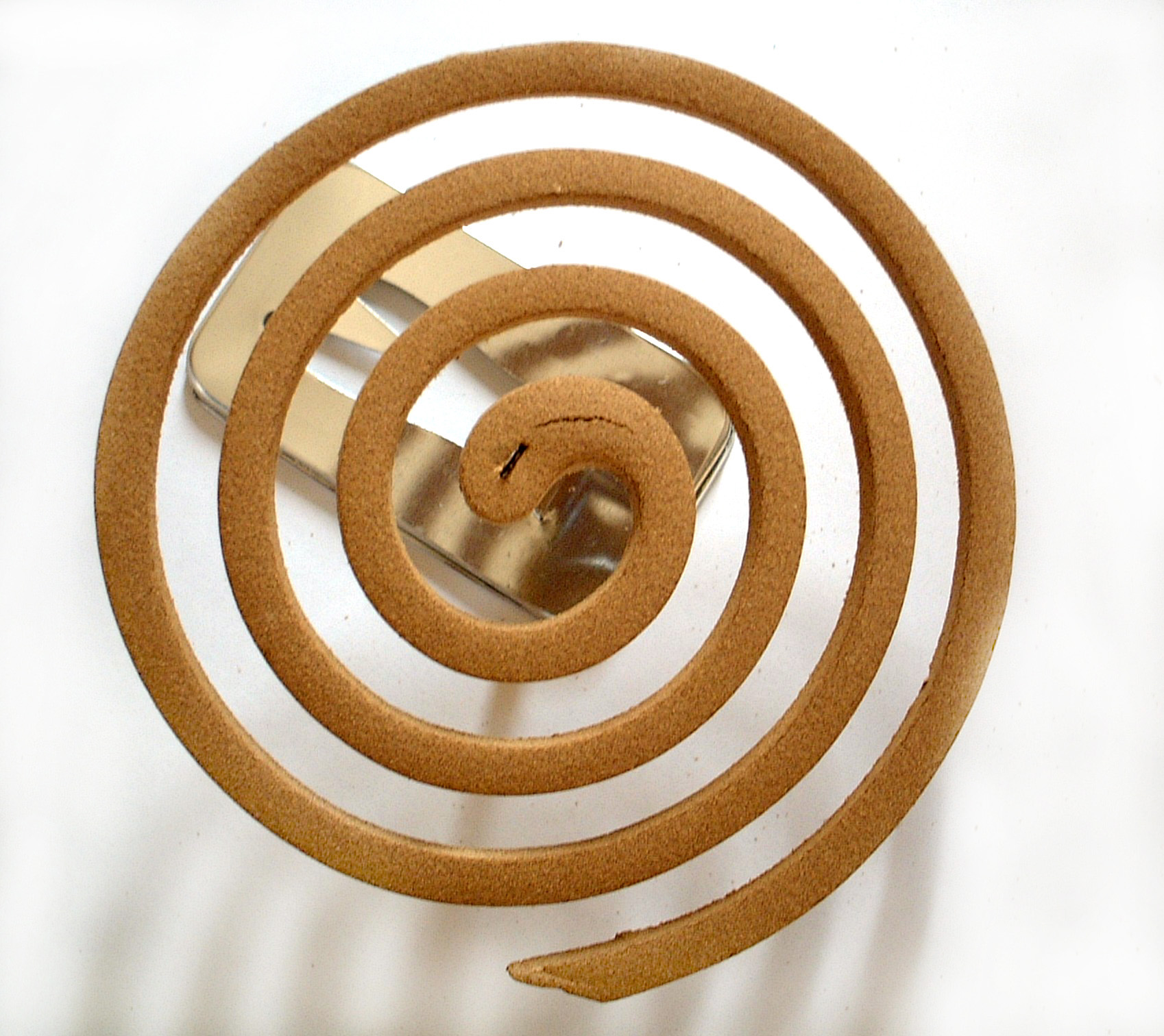
線香立に固定した蚊取線香
真上から見たところ

蚊遣器（かやりき）は、蚊取線香を安定して燃焼させ灰の飛散を防いで後処理を容易にする道具。端的には蚊取り線香用の灰皿である。夏の風物詩の一つ。
蚊を積極的に駆除する製品が蚊取り線香のみであった時代には重要な役割を果たしていたが、電気蚊取の普及以降は蚊取り線香と共に一般家庭における役割を縮小しており、実用品として利用される機会は少なくなったものの工芸品として現在も製作・販売されている。
なお、市販の蚊取線香には金属製の「線香立」や「線香皿」が封入されていることが多いが、これら金属製の「線香立」や「線香皿」については蚊取線香の項を参照。

## 構造と特徴
一般に本体には熱伝導率が低い陶製が用いられ、その本体内部に蚊取線香を収める形状となっており、渦巻型の蚊取り線香の中心部分をY字型の線香立（金属製）などに固定した上で蚊遣器の内部に横向きにセットした状態で用いる製品が多い。
線香は火気であるため、蚊遣器の本体には不燃性・難燃性・耐火性をもつ陶器などが用いられる。また、線香の燃焼部位が比熱容量が大きい陶器や熱伝導性が高い金属と接触してしまうと、燃焼維持に必要な熱がそれらに拡散して火が消えてしまうことがあるため、線香の安定した燃焼を確保しつつ十分な酸素を供給できる状態を維持する必要がある。そのため、線香を蚊遣器に装着する際には、Y字型の線香立に蚊取線香の一端（通常は渦巻型の線香の渦の中心部分）を固定し、線香の他の部位が蚊遣器筐体に接触しないように保持する。
なお、蚊取り線香を縦方向にセットした状態で用いる半円形あるいは三日月型のような形状の蚊遣器もあり、このような製品では蚊取り線香の中心部分を横方向から支持する構造となっている。

## 蚊遣豚

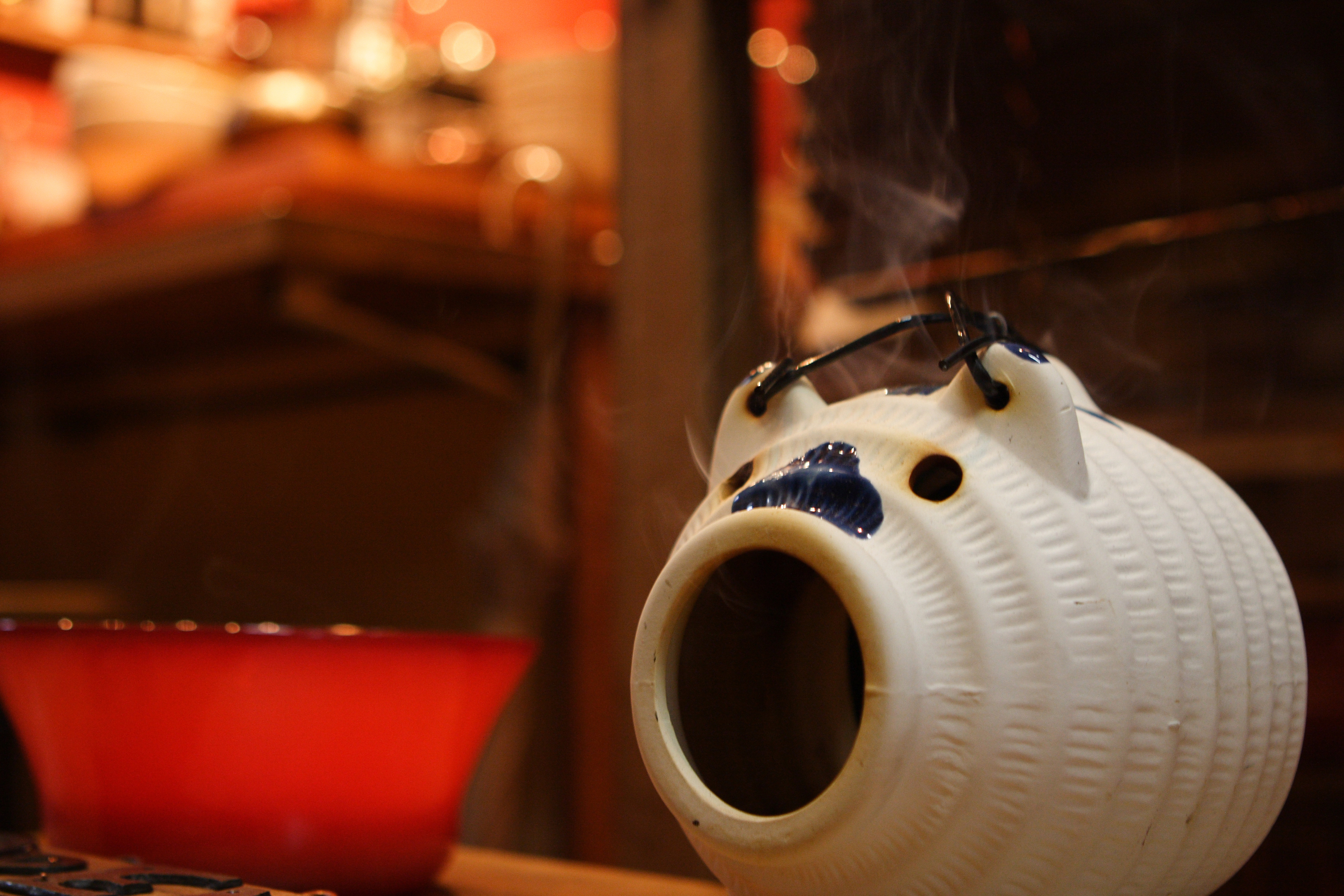
蚊遣豚

豚を模った陶製の「蚊遣豚（かやりぶた）」は蚊遣器の代表的な形状の一つであり、三重県四日市市の萬古焼の名産である。
蚊遣器の形状にブタが用いられるようになった理由には諸説ある。歴史的には蚊取り線香が発明される以前の江戸時代の武家屋敷より徳利を横向きにして豚の形に見立てた陶器が発掘されており、もともと野外で蚊よけのために壺に草木を入れて燻す習慣が存在し、壺が横型になって豚の形にデフォルメされるようになったともいわれる。『三丁目の夕日』にも取り上げられており、そこでは養豚場で蚊よけに円筒状の土管のような器を使用していたのが、その煙を少しずつ出すように口が小さくなっていき、製品化する過程において豚の形に変化したという説が挙げられている。大正4年の新聞広告に蚊遣豚が登場していることから、明治時代に考えられたとも説明されている。
このほか野生の豚（イノシシ）を火伏の神様とする信仰があったという説やブタは皮膚が厚く毛におおわれていて蚊に刺されにくいと考えられたためという説もある。そのほかに、養豚場で使っていた壺から豚の形になった説などがある。
なお今日では、線香を用いない電気蚊取においても、本体を豚の形に模した製品が販売されている。